# Vancouver Women's Open 2004
Vancouver Women's Open 2004 — жіночий тенісний турнір, що проходив на відкритих кортах з твердим покриттям у Ванкувері (Канада). Належав до турнірів 5-ї категорії в рамках Туру WTA 2004. Відбувсь утретє і тривав з 9 до 15 серпня 2004 року.
Ніколь Вайдішова здобула титул в одиночному розряді, а Бетані Маттек-Сендс і Абігейл Спірс - у парному.

## Учасниці основної сітки в одиночному розряді

### Сіяні
| Країна    | Гравчиня             | Рейтинг1 | Сіяна |
| --------- | -------------------- | -------- | ----- |
| Франція   | Маріон Бартолі       | 56       | 1     |
| Венесуела | Мілагрос Секера      | 75       | 2     |
| Росія     | Аліна Жидкова        | 77       | 3     |
| США       | Лора Гренвілл        | 81       | 4     |
| США       | Марісса Ірвін        | 83       | 5     |
| Італія    | Ріта Гранде          | 85       | 6     |
| Росія     | Анна-Лена Гренефельд | 88       | 7     |
| США       | Ліндсей Лі-Вотерс    | 94       | 8     |

- Рейтинг подано станом на 2 серпня 2014.

### Інші учасниці
Нижче наведено учасниць, які отримали вайлд-кард на участь в основній сітці:
- Морін Дрейк
- Марі-Ев Пеллетьє

Нижче наведено гравчинь, які пробились в основну сітку через стадію кваліфікації:
- María Ваніна Гарсія Сокол
- Сесил Каратанчева
- Окамото Сейко
- Ніколь Вайдішова

## Підсумки

### Одиночний розряд
Ніколь Вайдішова —  Лора Гренвілл, 2–6, 6–4, 6–2
- Для Вайдішової це був 1-й титул в одиночному розряді за кар'єру

### Парний розряд
Бетані Маттек-Сендс /  Абігейл Спірс —  Елс Калленс /  Анна-Лена Гренефельд, 6–3, 6–3
- Для Маттек це був перший титул в парному розряді за кар'єру, для Спірс - другий (перший за сезон).